# .ru
.ru – domena internetowa przypisana od roku 1994 do Federacji Rosyjskiej.

## Domeny drugiego poziomu
- ac.ru: instytucje naukowe i szkolnictwo wyższe
- com.ru: organizacje komercyjne
- edu.ru: edukacja
- gov.ru: rząd federalny Rosji
- int.ru: organizacje międzynarodowe
- mil.ru: wojsko rosyjskie
- netto.ru: organizacje mające do czynienia z Internetem
- org.ru: organizacje niekomercyjne
- pp.ru: osoby